# Wat Yan Nawa
Chùa Thuyền hay Wat Yannawa (tiếng Thái: วัดยานนาวา, phiên âm: Vát Dan-na-va) là ngôi chùa nằm ở đường Charoen Krung thuộc quận Sathon, Bangkok, Thái Lan. Đây là ngôi chùa độc nhất vô nhị vì nó được xây dựng theo hình dáng một con thuyền được xây dựng bởi vua Rama III. Hình dáng chùa được xây dựng theo kiểu kiến trúc hình dáng con thuyền của người Trung Hoa cùng với kiến trúc Thái là các chedi cao vút mang đậm phong cách thời Ayuthaya.
Chùa là nơi thu hút khách tham quan nhất của Bangkok bởi lối kiến trúc đặc sắc và lạ mắt của nó, chùa còn là nơi thu hút Phật tử khắp nơi.

## Tên gọi khác

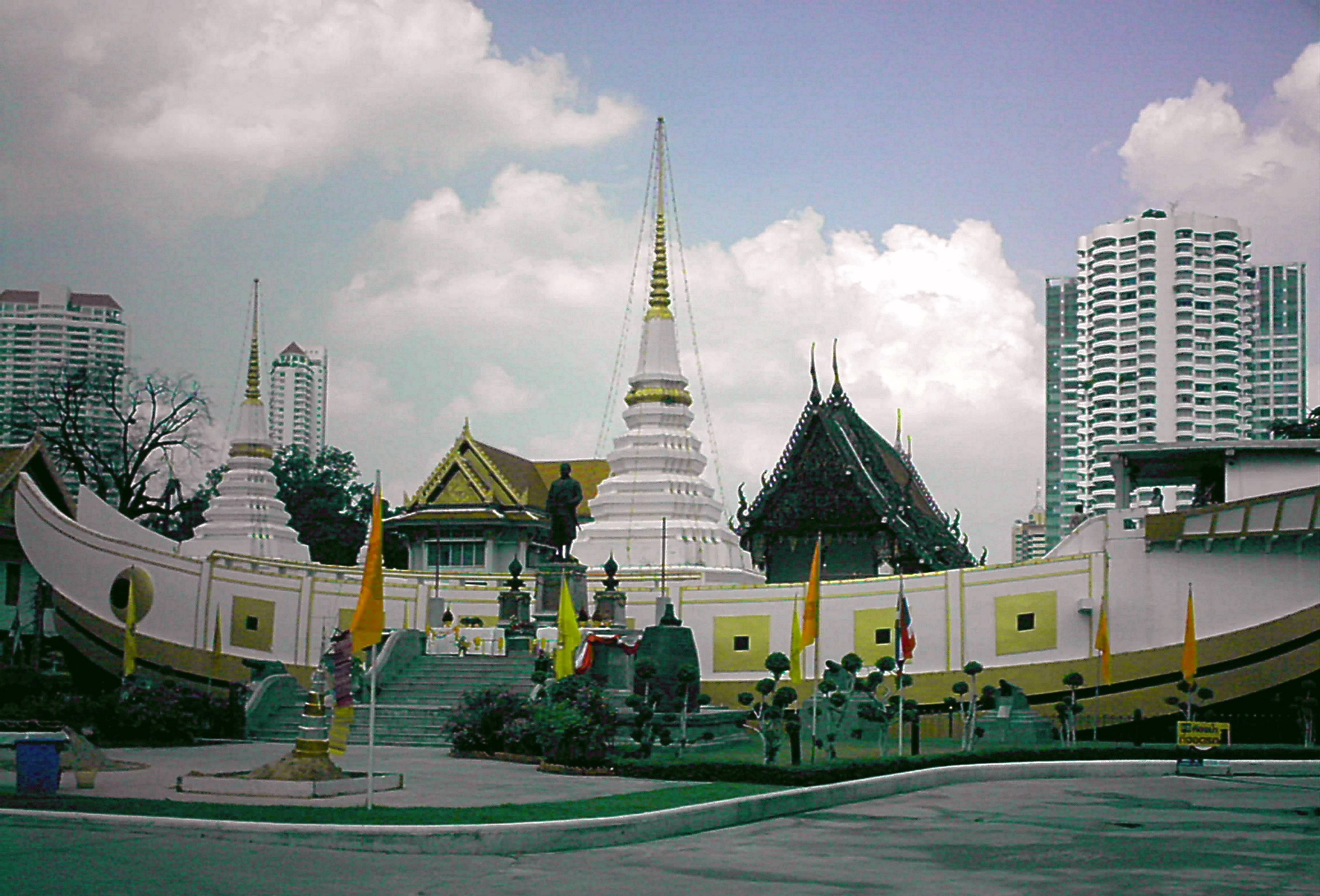
Hình ảnh chùa

Ngôi chùa này có tên Wat Kok Khwai (วัดคอกควาย) trong thời Ayutthaya và Wat Kok Krabue (วัดคอกกระบือ) trong thời Thonburi và thời kỳ đầu của Bangkok.